# Malolactische fermentatie
De malolactische fermentatie (MLF), ook wel malolactische omzetting, appelzuurgisting of melkzuurgisting genoemd, is een proces in het maken van wijn waarbij appelzuur (malum is Latijn voor  appel) wordt omgezet in melkzuur (lac is Latijn voor melk), waarbij koolstofdioxide vrijkomt. Deze fermentatie wordt verzorgd door de bacteriesoort Oenococcus oeni (tot 1995 meestal Leuconostoc oenos genoemd), die – net als de gistcellen voor de alcoholische gisting – op de schil van de druif zaten. Strikt genomen is de door vinologen veelal gebruikte term "gisting" dus niet juist.
Er staat geen vaste tijd voor de malolactische fermentatie. Deze kan weken tot maanden duren en door de wijnmaker worden beïnvloed. Als de wijnmaker bijvoorbeeld een fruitige wijn wil maken, zal hij de malolactische fermentatie vroegtijdig afbreken, bijvoorbeeld door de wijn te koelen (de malolactische fermentatie stopt als de wijn koeler wordt dan ongeveer 20°C). Alternatief is om een deel van de wijn wel en een deel geen malolactische fermentatie te laten ondergaan en deze twee wijnen daarna te assembleren.
Als de malolactische fermentatie is afgerond wordt de wijn na stabilisatie en klaring gebotteld (vaak bij witte wijn) of – onder toevoeging van sulfiet – overgestoken op vaten om verder te rijpen.
Sommige champagnehuizen laten de jonge, nog stille, wijn in het voorjaar de spontaan optredende malolactische fermentatie ondergaan. Andere huizen kiezen voor een frisser en fruitigere stijl champagne en voorkomen de tweede fermentatie door de vaten te koelen. De malolactische fermentatie zorgt voor meer karakter. De druiven in de champagne worden niet helemaal rijp geplukt, dit onder meer om tijdens de eerste gisting een laag suikergehalte te hebben. Er volgt immers nog een tweede gisting op fles, onder toevoeging van gisten en suiker (liqueur de tirage). De onrijpe druiven kunnen minder tot geen malolactische bacteriën bevatten. De malolactische fermentatie kan dan gestart worden door de bacterie Oenococcus oeni toe te voegen.
Tijdens de malolactische fermentatie vormt zich in het vat melkzuur, CO2 en energie (warmte). 
{\displaystyle {\ce {C4H6O5 -> C3H6O3 + CO2}}} + energie
Tyramine, een stof die alleen voorkomt in wijnen die de malolactische fermentatie hebben ondergaan, is een bekende veroorzaker van hoofdpijn. Genetisch gemodificeerde bacteriën kunnen een malolactische fermentatie zonder tyramine-afgifte tot stand brengen. In Canada worden deze bacteriën sinds 2011 gebruikt. Daarmee werd de mogelijkheid voor gebruik in de Verenigde Staten en Zuid-Afrika ook geopend. Anders dan in de Europese Unie zijn wijnproducenten in die landen niet verplicht om te vermelden of er genetisch gemodificeerd materiaal werd gebruikt. In Europa is het gebruik ervan überhaupt strikt verboden.

## Gerelateerde onderwerpen
- Alcoholische gisting
- Macération carbonique (koolzuurgisting)
- Lijst van vaktermen in de oenologie